# Woody Strode
Woody Strode, właśc. Woodrow Wilson Woolwine Strode (ur. 25 lipca 1914 w Los Angeles, zm. 31 grudnia 1994 w Glendora) – amerykański sportowiec i aktor.
Był lekkoatletą, dziesięcioboistą i gwiazdą futbolu amerykańskiego, a także jednym z pierwszych czarnoskórych amerykańskich graczy w National Football League (NFL) w okresie powojennym. Po karierze sportowej został aktorem filmowym, w 1961 otrzymał nominację do Złotego Globu dla najlepszego aktora drugoplanowego za rolę gladiatora Draby w dramacie historyczno–kostiumowym Stanleya Kubricka Spartakus (1960). Służył także w United States Army Air Forces podczas II wojny światowej

## Życiorys
Urodził się w Los Angeles w Kalifornii jako jeden z dwóch synów Rose Norris Strode i Baylousa Strode’a Seniora, murarza. Miał brata Baylousa Juniora. Jego rodzice pochodzili z Nowego Orleanu; jego babcia ze strony matki była pochodzenia afroamerykańskiego i czirokeskiego, jego dziadek ze strony ojca był Afroamerykaninem, a babcia była pochodzenia Kri.
Dorastał w South Central. Jako nastolatek był wysoki i szczupły, a jego osiągnięcia sportowe ujawniły się dopiero, po gwałtownym wzroście 195 cm, tuż przed pójściem do szkoły średniej Thomas Jefferson High School w południowo-wschodnim Los Angeles. Brał udział w wielu dyscyplinach sportowych, w tym w koszykówce i lekkoatletyce. Został nawet wybrany na kapitana ogólnomiejskiej drużyny futbolu amerykańskiego. Jego światowej klasy umiejętności w dziesięcioboju były na czele z pchnięciem kulą na odległość 15 m (kiedy rekord świata wynosił 17 m) i skokiem wzwyż z wysokości 196 m (ówczesny rekord świata wynosił 2,08 m).
W latach 1937–39 studiował w college’u na UCLA. Na UCLA był gwiazdą lekkoatletyki i fenomenem futbolu. Strode grał u boku Jackie Robinsona i Kenny’ego Washingtona. Wszyscy byli jednymi z najbardziej znanych zawodników futbolu uniwersyteckiego w kraju. Ale żadna profesjonalna drużyna nie wybrałaby Afroamerykanów. Dopiero w 1946 obaj dołączyli do Los Angeles Rams, ponownie integrując National Football League po 13 latach segregacji. W 1941 przez kilka miesięcy był zawodowym wrestlerem. W latach 1949–1962 powrócił do zapasów.
Debiutował na kinowym ekranie jako plemienny policjant w dramacie wojennym Henry’ego Hathawaya Zmierzch (Sundown) z Gene Tierney. Przełom w jego karierze stała się bliska współpraca z reżyserem Johnem Fordem, który obsadził go w głównej roli sierżanta Braxtona Rutledge’a w westernie Sierżant Rutledge (1960), a także w westernie Człowiek, który zabił Liberty Valance’a (The Man Who Shot Liberty Valance, 1962) i dramacie Siedem kobiet (7 Women, 1966) jako Lean Warrior z Anne Bancroft. Za kreację przywódcy afrykańskiego ruchu wyzwoleńczego Maurice’a Lalubiego, który zostaje schwytany przez najemników rządowych na podstawie spreparowanych zarzutów i torturowany, co czyni go męczennikiem w dramacie Valeria Zurliniego Siedzący po prawicy (Seduto alla sua destra, 1968) przyniosła mu nominację do NAACP Image Awards dla wybitnego aktora w filmie kinowym.
Był dwukrotnie żonaty. 14 października 1940 zawarł związek małżeński z Luukialuaną „Luaną” Kalaeloą. Mieli syna Kalaiego (ur. 16 grudnia 1946, zm. 27 listopada 2014 na białaczkę w wieku 67 lat). 17 września 1980 Luukialuana zmarła w wieku 63 lat. 10 maja 1982 Woody Strode ożenił się z Tiną Ellawee.
Zmarł 31 grudnia 1994 na raka płuca w wieku 80 lat.

## Filmografia

### Filmy
- 1942: Star Spangled Rhythm jako kierowca motocykla w Rochester
- 1954: Demetriusz i gladiatorzy jako jeden z gladiatorów
- 1955: Syn Sindbada jako strażnik pałacowy
- 1956: Dziesięcioro przykazań jako król Etiopii / niewolnik
- 1958: Korsarz jako Toro
- 1959: Wzgórze Pork Chop jako szeregowy Franklin
- 1960: Spartakus jako Draba
- 1960: Sierżant Rutledge jako sierżant Braxton Rutledge
- 1961: Dwaj jeźdźcy jako „Kamienna Łydka”
- 1962: Człowiek, który zabił Liberty Valance’a jako Pompey
- 1965: Dżingis chan jako Sengal
- 1966: Zawodowcy jako Jake Sharp
- 1968: Shalako jako Chato, przywódca Apaczów
- 1968: Siedzący po prawicy jako Maurice Lalubi
- 1968: Pewnego razu na Dzikim Zachodzie jako Stony
- 1972: Mściciele jako Job
- 1980: Akcja na Kubie jako Titi
- 1984: Cotton Club jako Holmes
- 1995: Szybcy i martwi jako Charles Moonlight

### Seriale
- 1961: Rawhide jako kapral Gabe Washington / Binnaburra
- 1966: Batman jako Wielki Mogul
- 1977: Jak zdobywano Dziki Zachód jako szef Arapaho
- 1980: Diukowie Hazzardu jako Willie